# پالایشگاه نفت شهریار
پالایشگاه شهریار تا سال ۱۳۹۰ در منطقه آذربایجان به بهره برداری خواهد رسید.
این طرح با ظرفیت ۱۵۰ هزار بشکه در روز تولید بنزین به ظرفیت ۱۱٫۴ میلیون لیتر و گازوئیل به ظرفیت ۱۲٫۳۳ میلیون لیتر روز در روز را به عنوان یکی از اهداف مهم پیش روی خود دارد. این طرح هم‌اکنون از ۳ درصد پیشرفت فیزیکی برخوردار است.